# David Julius
David Julius (sinh ngày 4 tháng 11 năm 1955) là một nhà sinh lý học người Mỹ nổi tiếng với công trình nghiên cứu các cơ chế phân tử của cảm giác đau. Ông là giáo sư tại Đại học California, San Francisco, và đã giành được giải Shaw về Khoa học Đời sống và Y học năm 2010 và giải Đột phá về Khoa học Đời sống năm 2020. Vào năm 2021, ông đã được trao giải Nobel Sinh lý học hoặc Y học cùng với Ardem Patapoutian.

## Tiểu sử
Julius sinh ra ở Brighton Beach, Brooklyn. Ông là người Nga gốc Do Thái. Julius lấy bằng đại học tại Học viện Công nghệ Massachusetts vào năm 1977. Ông bảo vệ thành công luận án tiến sĩ từ Đại học California, Berkeley vào năm 1984, dưới sự hướng dẫn chung của Jeremy Thorner và Randy Schekman, nơi ông xác định Kex2 là thành viên sáng lập của chuyển đổi proprotein giống như furin. Năm 1989, ông hoàn thành nghiên cứu sau tiến sĩ với Richard Axel tại Đại học Columbia, nơi ông nhân bản và đặc trưng cho thụ thể serotonin 1c.